# Ana Alvarado (directora de teatro)
Ana Alvarado (25 de diciembre de 1957) es una autora, directora y docente de teatro argentina. Licenciada en artes visuales, es investigadora y dramaturga especializada en teatro de títeres.

## Carrera
Estudió la Licenciatura en Artes Visuales en la Universidad Nacional de las Artes (UNA).
Formó parte del grupo de titiriteros del Teatro Municipal General San Martín (TGSM). Es autora de teatro orientado a la infancia.
Desde 1989 hasta 2008 fue fundadora,integrante y codirectora del grupo teatral El Periférico de Objetos en la disciplina de teatro de objetos. Junto a Daniel Veronese, Emilio García Wehbi, Román Lamas, Alejandro Tantanian y otros, puso en escena los espectáculos: El Hombre de Arena, Maquina Hamlet (de H.Müller), Zooedipous, Monteverdi, Método Bélico, La Ultima noche de la Humanidad, Suicido (Apócrifo 1), Manifiesto de Niños, entre otros.
Ha participado con sus espectáculos en festivales y eventos de América, Oceanía y Europa, entre otros: BAM de New York, Kunsten Festival de Bruselas, Cervantino de México, Porto Alegre em Cena, Theatre der Welt de Berlín, Festival de Aviñón, Melbourne Festival, Festival de Bogotá, Festín de Títeres, Guadalajara.
De forma individual y/o grupal, ha ganado menciones y premios en su país y en el orden internacional: Premio Fondo Nacional de las Artes, Ciudad de Buenos Aires Konex de Platino, ACE, María Guerrero, Primer Premio del Festival de Edimburgo, Javier Villafañe, Atina, Teatro XXI, ARTEI, etc.
Es docente de dirección escénica de la Universidad Nacional de las Artes(UNA).
Forma parte del cuerpo docente de la licenciatura en artes escénicas, focalización en teatro de títeres y objetos de la UNSAM.
Sus obras de teatro para niños, muchas de ellas puestas en escena en el marco del grupo de titiriteros del complejo teatral de la Ciudad de Buenos Aires, han sido editadas en antologías por las editoriales: Santillana, Aique, Colihue y Tinta Fresca.

## Obras

#### Como directora
- 1995 Máquina Hamlet (también intérprete)[6]

- 1997 Circonegro

- 1998 Zooedipous

- 2000 El niño de papel

- 2001 Gloria y Marcelo

- 2004 Se busca un payaso

- 2004 La Chira, el lugar donde conocí el miedo junto a Ana Longoni.[7]

- 2005 Pulgarcito

- 2005 Una pasión sudamericana

- 2005 Spa conceptual II

- 2007 Manifiesto de niños[8]

- 2008 Bálsamo

- 2009 El cachorro de elefante

- 2009 El último fuego

- 2010 Cuentos de la India

- 2011 Dos mil horas

- 2012 Ojos Verdes

- 2013 Babilonia

- 2014 Rotos de amor

- 2014 Flechas del ángel del olvido

- 2015 María Magdalena o La salvación[9]

- 2015 Sola no eres nadie

- 2016 Munchhausen

- 2016 Diarios de 15[10]

- 2018 Minas

- 2019 Pájaro de barro

#### Como autora
- 1995 Oceanica, un cuento de sirenas (también dramaturga)

- 2001 Apocrifo I: El suicidio

- 2016 Avatares

- 2017 Anatolia

#### Como autora y directora
- 2000 Monteverdi Método Bélico (también intérprete)[11]

- 2001 El detective y la niña sonámbula

- 2002 La última noche de la humanidad

- 2008 Greta y Gaspar

- 2015 Vaticinios

#### Como intérprete
- 1989 Ubú Rey

- 1990 Vacaciones sobre B

- 1992 El hombre de arena

- 1994 Cámara Gesell

#### Como dramaturga
- 1993 La travesía de Manuela

- 2017 Anatolia

- 2019 Evitácora

## Libros

#### Ensayos
- 2016 Teatro de objetos. Manual dramatúrgico [12]

- 2018 Cosidad, carnalidad y virtualidad. Cuerpos y objetos en escena(compiladora)

#### Obras de Teatro para niños
- 1994 La Travesía de Manuela

- 2006 Teatro 1.  Obras de teatro para niños

- 2016 El niño de papel

#### Antologías
- 1993 El taller de plástica en la escuela Troquel

- 1994 III Concurso Iberoamericano de dramaturgia infantil

- 2004 Mundos de tinta y sueños (Se publica la obra El niño de papel como parte de esta antología)

- 2004 Antología Teatro Infantil

- 2005 De títeres y titiriteros (Se publica la obra Greta y Gaspar como parte de este libro)

- 2013 Quelonios. Antología de cuentos infantiles

- 2016 Anatolia y su sombra. Títeres en palabras

## Premios y reconocimientos
- 1991 y 1992 Primer Premio Teatro para Niños. Fondo Nacional de las Artes

- 1998 Premio Teatro del Mundo. Mejor dirección

- 2000 Premio Teatro XXI: teatro para niños por El niño de papel

- 2001 Trabajo destacado Dramaturgia.Teatro del Mundo

- 2005 Premio Teatro del Mundo. Mejor Espectáculo infantil por Pulgarcito

- 2008 Premio Ciudad de Buenos Aires categoría Dramaturgia: Teatro para niños[2]

- 2012 Premio dramaturgia ATINA

- 2014 Premio a la dramaturgia ATINA[4]

- 2015 Premio ARTE I

- 2016 Premio Nacional Javier Villafañe 2016[13]

- 2018 Premio Nacional Javier Villafañe

- 2021 Premio Konex de Platino - Infantil y Juvenil

### Premios recibidos como integrante del grupo El periférico de objetos
- 1995 Premio María Guerrero por Maquina Hamlet. Ministerio de cultura de España, Ministerio relaciones Exteriores y Culto Argentina

- 1996 Premio ACE. Mejor Espectáculo Off por Máquina Hamlet

- 1998 Premio Teatro del Mundo: Dramaturgia por Máquina Hamlet

- 2001 Mención especial. Premio KONEX.